# 3437 Капиця
3437 Капиця (3437 Kapitsa) — астероїд головного поясу, відкритий 20 жовтня 1982 року.
Тіссеранів параметр щодо Юпітера — 3,605.
Названо на честь Петра Капиці — фізика, лауреата Нобелівської премії (1978).